# 印度霍氏魚
印度霍氏魚（学名：Horadandia atukorali）为輻鰭魚綱鯉形目鿕科的其中一種，分布於亞洲印度及斯里蘭卡，棲息在半鹹水的靜止水域、紅樹林、沼澤或稻田裡，本魚體棕色且透明，尾鰭略凹，各魚鰭透明，體長可達3公分，可做為觀賞魚。